# José Pámpano
José María Pámpano Cillero (nascido em 19 de setembro de 1970) é um atleta paralímpico espanhol. Representou a Espanha nos Jogos Paralímpicos de Verão de 2012 em Londres, onde conquistou a medalha de prata nos 1500 metros.